# Benjamin Kauffmann
Benjamin Kauffmann (* 14. Juli 1988) ist ein deutscher Fußballspieler, der seit 2016 bei FSV Wacker 90 Nordhausen unter Vertrag steht.

## Karriere
Benjamin Kauffmann begann in seiner Heimatstadt beim TSV Ingolstadt Nord mit dem Fußballspielen, bevor er mit 10 Jahren in die Jugendabteilung des TSV 1860 München wechselte. Bei den Löwen verbrachte er den größten Teil der Jugendzeit und wurde auch in die bayerische Landesauswahl berufen, wechselte dann aber in der A-Jugend zu Wacker Burghausen. Dort bekam er von Anfang Gelegenheit, in der Bayernliga-Mannschaft im Seniorenbereich zu spielen. Am Ende der Saison stieg das Team in die Landesliga ab und als der Wiederaufstieg ausblieb und er auch nicht in der ersten Mannschaft der Burghauser in der Regionalliga eingesetzt wurde, wechselte er 2008 wieder in die Bayernliga zur zweiten Mannschaft des FC Ingolstadt 04.
Dort war der Flanken- und Freistoßspezialist, der meist auf der rechten oder auch linken Mittelfeldseite eingesetzt wird, zwei Jahre lang Stammspieler und kam auf über 60 Einsätze. In der Saison 2010/11 hatte er sich dann an die Profimannschaft herangearbeitet und bekam am 10. Spieltag in den Schlussminuten gegen die Hertha seinen ersten Kurzeinsatz in der 2. Bundesliga. Jedoch stand die Mannschaft auf einem Abstiegsplatz und war dabei, den Anschluss zu verlieren, sodass der Verein die Konsequenzen zog und Benno Möhlmann als neuen Trainer verpflichtete. Dieser schickte ihn wieder in die zweite Mannschaft zurück. Die Reserve stieg zwar am Ende der Saison in die Regionalliga auf, woran er mit zehn Toren in 23 Spielen seinen Anteil hatte, aber da Möhlmann über die Saison hinaus Trainer der Ersten blieb, zog Kauffmann die Konsequenzen und strebte einen Vereinswechsel an.
Der neue Verein ab 2011 war der Drittligist SV Babelsberg 03. Vom ersten Spieltag an stand er dort in der Startaufstellung und gleich an den ersten beiden Spieltagen erzielte er seine ersten beiden Profitore. In der Saison 2012/13 verlor er jedoch seinen Stammplatz und stand ab September 2012 nicht mehr im Kader.
Zur Rückrunde kehrte er nach Bayern zurück und unterschrieb beim Ligakonkurrenten SpVgg Unterhaching. Nach einem Jahr wurde der Vertrag im Januar 2014 in beiderseitigem Einvernehmen wieder aufgelöst und Kauffmann schloss sich dem Nord-Regionalligisten Goslarer SC 08 an. Nach einem folgenden halbjährigen Intermezzo beim FC Eintracht Bamberg wechselte er zur Saison 2015/16 zu Wacker Burghausen.
Zur Saison 2016/17 wechselte Kauffmann zu Wacker Nordhausen.
Zur Saison 2019/20 wechselte er zum FC Pipinsried. Nach einem Kreuzbandriss im November 21 beendete Kaufmann mit der Saison 2021/22 seine aktive Karriere.
Seit 2022 trainiert Kauffmann den Aufbaubereich (U14-U16) am FC Bayern Campus.

## Erfolge
- Aufstieg in die Regionalliga Süd 2011 mit dem FC Ingolstadt II